# Nordanholen
Nordanholen är en del av tätorten Mockfjärd belägen i Gagnefs socken, Gagnefs kommun. Nordanholen ligger norr om Västerdalälven i anslutning till Europaväg 16.

## Tätorten
1960 avgränsade SCB här en tätort med 393 invånare inom Gagnefs landskommun. 1965 hade tätorten sammanvuxit med Mockfjärds tätort. Vid 2010 års tätortsavgränsning var orten fortfarande en del av Mockfjärds tätort.